# Municipio de Girard (Illinois)
El municipio de Girard (en inglés: Girard Township) es un municipio ubicado en el condado de Macoupin en el estado estadounidense de Illinois. En el año 2010 tenía una población de 2466 habitantes y una densidad poblacional de 52,57 personas por km².

## Geografía
El municipio de Girard se encuentra ubicado en las coordenadas 39°27′27″N 89°45′24″O / 39.45750, -89.75667. Según la Oficina del Censo de los Estados Unidos, el municipio tiene una superficie total de 46,91 km², cuya totalidad corresponden a tierra firme.

## Demografía
Según el censo de 2010, había 2466 personas residiendo en el municipio de Girard. La densidad de población era de 52,57 hab./km². De los 2466 habitantes, el municipio de Girard estaba compuesto por el 98,38 % blancos, el 0,12 % eran negros, el 0,32 % eran amerindios, el 0,2 % eran asiáticos, el 0,12 % eran de otras razas y el 0,85 % eran de una mezcla de razas. Del total de la población el 1,09 % eran hispanos o latinos de cualquier raza.